# آدولف بوش
آدولف بوش (آلمانی: Adolf Busch؛ ۸ اوت ۱۸۹۱ – ۹ ژوئن ۱۹۵۲) آهنگساز، نوازندهٔ ویولن، رهبر ارکستر و کنسرت‌مایستر اهل آلمان و سوئیس بود.
در سال ۱۹۲۷، با قدرت گرفتنِ آدولف هیتلر، بوش به این نتیجه رسید که وجدانش اجازه ماندن در آلمان را نمی‌دهد، بنابراین به بازل سوئیس مهاجرت کرد. بوش یهودی نبود و در آلمان محبوب بود، اما از همان ابتدا قاطعانه با نازیسم مخالف بود. در ۱ آوریل ۱۹۳۳، او آلمان را به کلی طرد کرد و در سال ۱۹۳۸، ایتالیا را تحریم کرد. هنگامی که نازی‌ها سعی کردند او را متقاعد کنند که به آلمان بازگردد، او اعلام کرد که «روزی که هیتلر، گوبلز و گورینگ در ملاء عام به دار آویخته شوند، با کمال میل و خوشحالی باز خواهد گشت.» در سال ۱۹۳۵، او شهروند سوئیسی ریان بازل شد.
او دانش‌آموختهٔ «کنسرتوار کلن» و از شاگردان «ویلی هِس» و «برام الدرینگ» بود و بعدها «کوارتت بوش» را پایه‌گذاری کرد.